# Sliver (filme)
Sliver (bra: Invasão de Privacidade; prt: Violação de Privacidade) é um longa-metragem norte-americano de 1993, dos gêneros romance e suspense, dirigido por Phillip Noyce, com roteiro de Joe Eszterhas baseado na obra homônima de Ira Levin.

## Sinopse
Carly Norris muda-se para um prédio que é palco de uma série de assassinatos. Além disso, todos os ambientes do prédio são filmados por um homem misterioso que pode ou não estar envolvido com os assassinatos.

## Elenco
- Sharon Stone — Carly Norris
- William Baldwin — Zeke Hawkins
- Tom Berenger — Jack Landsford
- Martin Landau — Alex Parsons
- Polly Walker — Vida Warren
- Nina Foch — Sra. McEvoy
- Colleen Camp — Judy Marks
- Amanda Foreman — Samantha Moore